# Brian Currin
Brian Currin (20 de setembre de 1950) és un advocat sud-africà que va participar com a mediador internacional en els processos de pau d'Irlanda del Nord i Sud-àfrica.
Va exercir a Pretòria del 1977 fins al 1987, especialitzant-se en dret laboral, drets civils i drets humans, i ara treballa en mediació internacional en conflictes.
El 1994 va ser nomenat pel President de Sud-àfrica, Nelson Mandela, per a presidir una comissió de recerca sobre el període de l'apartheid, i va participar posteriorment en la creació de la Comissió de Veritat i Reconciliació. El 1987 va fundar la Direcció Nacional d'Advocats pels Drets Humans que va dirigir durant vuit anys.
Ha treballat a Sri Lanka, Rwanda i Orient Mitjà, en els processos de transició política. Currin copresideix la Comissió de Revisió de Sentències a Irlanda del Nord, que decideix sobre la posada en llibertat dels presos que han comès delictes relacionats amb el terrorisme.
El 2010 va intervenir en l'anomenada Declaració de Brussel·les, actuant com facilitador de l'esquerra abertzale, en la qual diverses personalitats internacionals, entre elles quatre Premis Nobel de la Pau, van demanar a l'organització armada Euskadi Ta Askatasuna (ETA) l'abandonament definitiu de les armes i la seva verificació internacional.